# Cyanea shipmanii
Cyanea shipmanii är en klockväxtart som beskrevs av Joseph Rock. Cyanea shipmanii ingår i släktet Cyanea, och familjen klockväxter. Inga underarter finns listade i Catalogue of Life.